# Hellbound Hearts
Hellbound Hearts est un recueil de nouvelles publiée en 2009 se déroulant dans l'univers de Hellraiser de Clive Barker. Il a été édité par Paul Kane et sa femme Marie O'Regan. Le livre présente 21 œuvres de différents auteurs,,. Il n'existe pas de traduction française à ce jour.